# Саркофаг княгини Ольги

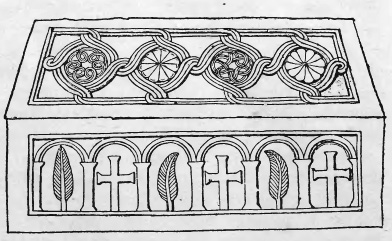
Эскиз резных узоров лицевой стороны саркофага из «Иллюстрированной истории Украины» Михаила Грушевского (1921 год).

Саркофаг княгини Ольги из Десятинной Церкви — резной шиферный саркофаг XI века, найденный при раскопках Десятинной церкви в Киеве в 1826 году. Хранится в Софийском соборе. Некоторые исследователи считают, что в нём была похоронена княгиня Ольга, о которой известно, что она была перезахоронена в Десятинной церкви её внуком князем Владимиром примерно в 1007 году. Саркофаг экспонируется в Софии Киевской как «Саркофаг княгини Ольги». Однако это приписывание вызывает сомнения у большинства исследователей, хотя возможность того, что в саркофаге могла быть похоронена княгиня Ольга, не полностью исключается.
Саркофаг покрыт детализированной резьбой в византийском стиле, аналогичной той, что присутствует на мраморном саркофаге Ярослава Мудрого и на сланцевых плитах хоров Софийского собора.

## Описание
Саркофаг выполнен из семи плит красного шифера (пирофиллитовый сланец), толщиной 4 см, вероятно, добытых под Овручем. Плиты соединены внутри двумя железными скобами. По форме нижняя часть представляет собой прямоугольный параллелепипед, а верхняя часть (крышка) — двускатная. Длина саркофага составляет 198 см, ширина 60 см, высота 96 см.
Саркофаг представляет собой по композиции как бы домик, сложенный из семи скрепленных отдельных плит, крытый двускатной кровлей. Обработка рельефом его сторон различна: одна продольная сторона, предназначенная, очевидно, быть придвинутой к стене, украшена лишь шестью одинаковыми простыми крестами с трапецивидно расширенными окончаниями ветвей. Три из них приходятся на половинку крышки и три — соответственно — на боковую стенку. Лицевая же сторона саркофага богато украшена рельефом, так же как и покрывающая ее половинка крышки. На стенке чередуются три креста и три кипариса, размещенные в шести одинаковых пролетах аркатурного пояса. На крышке — четыре розетки, соединенные перевивами между собой и с рамкой обрамления. Лента плетения имеет широкий центральный валик и профилирована по краям углубленными бороздками. Процветшим крестом и крестом «на сфере» той же формы украшены торцевые стенки саркофага. Таким образом саркофаг представляет собой прекрасный образец плетеного орнамента средневизантийского периода.

## Открытие и исследование
Саркофаг был впервые найден в 1826 году вовремя раскопок, проводимых архитектором Николаем Ефимовым. Он находился за пределами основного фундамента Десятинной церкви у северной стены между лизенами, замурованный с правой стороны от входа в гробницу из плинфы XII века. Более подробно саркофаг был изучен при повторных раскопках Дмитрием Милеевым в 1908 году (в промежутке саркофаг оставался засыпанным на месте обнаружения).
В саркофаге располагался сохранившийся полный скелет, на котором, по первичному сообщению Ефимова, были остатки женской одежды: покрывало из парчи и женская обувь. Исследование 1908 года выявило, что скелет в плохом состоянии, сообщалось, что на нём тогда хранились остатки одежды и кожи от ботинок, а имеющиеся следы фиолетовые окислы на костях говорят о несохранившихся металлических вещах. За скелетом не установили однозначно пол погребённого лица, хотя относительно небольшие размеры указывали на женщину или подростка.
После раскопок Милеева саркофаг был снова засыпан. В 1918 году он в третий раз был раскопан и перенесён в Исторический музей. Позднее саркофаг был перемещён в Софийский собор.

## Датировка

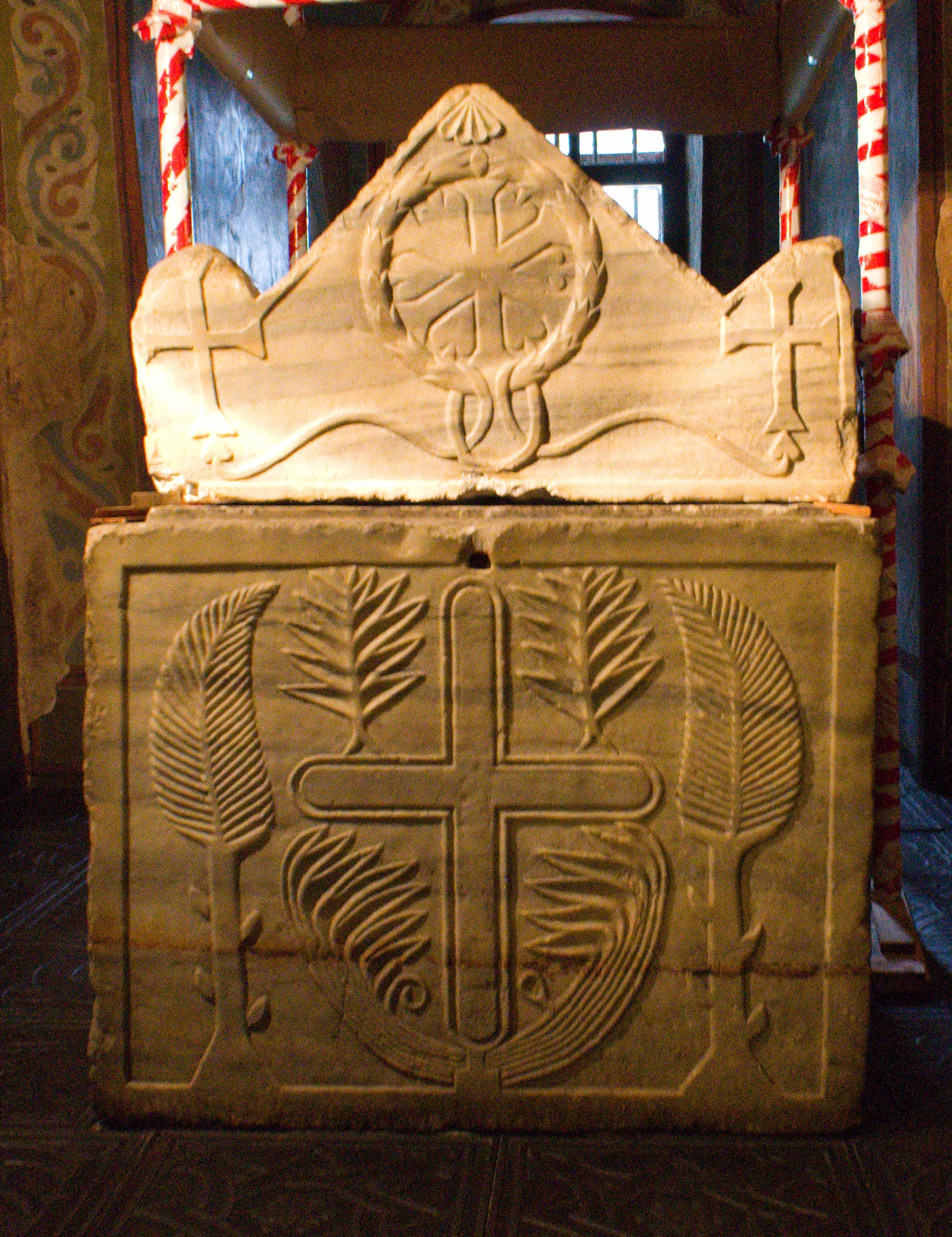
Торцевая стенка саркофага Ярослава Мудрого. Заметны те же элементы.

Исследователи датируют саркофаг преимущественно началом или первой половиной XI века, но есть гипотезы и относительно X или XII века.
Резьба выполнена в том же византийском стиле, что и на мраморном саркофаге Ярослава Мудрого, в частности использованы подобные изображения кипарисов и крестов. Такой декор обычен для византийских рельефов XI века. А. Н. Грабар отметил, что аналогичный декор (в частности, ряды арок) встречается на некоторых саркофагах, изображённых на миниатюрах Минология Василия II, и ассифициривал шиферный саркофан, как и саркофаг Ярослава Мудрого, как образец константинопольской скульптуры первой трети XI века.
По мнению Н. Е. Макаренко, различие в оформлении стенок указывает на то, что саркофаг был сделан двумя мастерами в конце X-XI века в разных манерах и является результатом византийского влияния, шедшим через Балканы. С ним соглашается В. Г. Пуцко, считая, что над саркофагом работали как минимум два мастера. Но разницу декоре он объясняет тем, что мастера копировали не целые композиционные схемы, а лишь отдельные элементы. М. К. Каргер считает, что уже к XI веку в Киевы были местные мастера-камнерезы, изготавлявшие саркофаги для киевской знати. «Среди них наряду с гладкостенными известны и саркофаги, сплошь покрытые барельефной резьбой».
Хотя мотивы резьбы на саркофаге традиционны для византийский пластики XI века, они также встречаются и на памятниках XII—XIII веков, например, на рельефах из Смирны конца XI—XII века или Фессалоник XII—XIII веков. Это расширяет датировку шиферного саркофага до XI—XII веков.

## Атрибуция
Десятинная церковь строилась как кафедральный собор при княжеском дворе и с самого начала стала великокняжеской усыпальницей. Владимир перенёс в церковь гробницу княгини Ольги, затем в 1011 году там была погребена одна из его жён — византийка Анна, а в 1015 году рядом с ней был погребён и сам Владимир. В 1078 году в Десятинной же церкви поместили гроб князя Изяслава Ярославича. Кроме того в 1044 году Ярослав Мудрый посмертно окрестил своих дядей, князей Ярополка и Олега Святославичей, и перенёс их захоронения в Десятинную церковь.
В летописях упоминаются только две женщины, захороненные в Десятинной церкви — княги Ольга (1007 год) и Анна (1011 год). Анна, как и Владимир, была захоронена в мраморном саркофаге, а про саркофаг Ольги упоминаний не осталось. Поэтому сразу после обнаружения шиферный саркофаг начали приписывать княгине Ольге. Археологические исследования Десятинной церкви выявили большое количество осколков по меньшей мере одного, полностью разрушенного, мраморного монолитного саркофага, который по форме, размерам и резьбе был очень похож на саркофаг Ярослава Мудрого в Софийском соборе. Это подтверждает, что в Десятинной церкви были мраморные саркофаги, как сообщают летописи, и по меньшей мере князь Владимир был похоронен в таком саркофаге, а значит, сообщения о похоронении княгини Анны в мраморном саркофаге являются правдоподобными. То есть маловероятно, что шиферный саркофаг из Десятинной церкви мог принадлежать княгине Анне.
Однако большинство исследователей считают, что шиферный саркофаг был обнаружен на своем первоначальном месте. Поэтому маловероятным, что княгиня Ольга могла быть похоронена за пределами Десятинной церкви возле её стены, вместо того чтобы быть захороненной внутри храма. Не совпадает вид этого саркофага с летописным описанием саркофага княгини Ольги, согласно которому в верхней части саркофага было окно, через которое можно было видеть тело княгини. Однако, даже если принять летописное описание саркофага за точное, это не исключает возможности перезахоронения княгини в другом саркофаге или изменения плиты крышки.
В 1824 году Кондрат Лохвицкий, соперничавший с Ефимовым, первым предпринял попытки раскопать Десятинную церковь. Кроме прочего он нашёл три шиферных саркофага, но их дальнейшая судьба неизвестна. Так же на территории церкви кроме осколков мраморного саркофага найдены осколки как минимум пяти шиферных. Не все захоронения Десятинной церкви упоминались в летописях и, возможно, это было одним из таких захоронений. Также не исключается полностью вероятность того, что скелет мог быть мужским, а остатки одежды и обуви ошибочно истолкованы как женские. В целом вопрос атрибуции саркофага остается нерешённым, но принимается, что в нем был погребён член семьи киевских князей.